# Holjapyx imbutus
Holjapyx imbutus är en urinsektsart som beskrevs av Smith 1959. Holjapyx imbutus ingår i släktet Holjapyx och familjen Japygidae. Inga underarter finns listade i Catalogue of Life.